# 珀拉 (阿肯色州)
珀拉（英語：Perla）是一個位於美國阿肯色州溫泉縣的市鎮。

## 地理
珀拉的座標為34°21′52″N 92°46′44″W / 34.36444°N 92.77889°W，而該地的平均海拔高度為102米（即335英尺）。

## 人口
根據2020年美國人口普查的數據，珀拉的面積為2.49平方千米，皆為陸地。當地共有人口257人，而人口密度為每平方千米103人。